# Lista de campeões mundiais de duplas da ROH

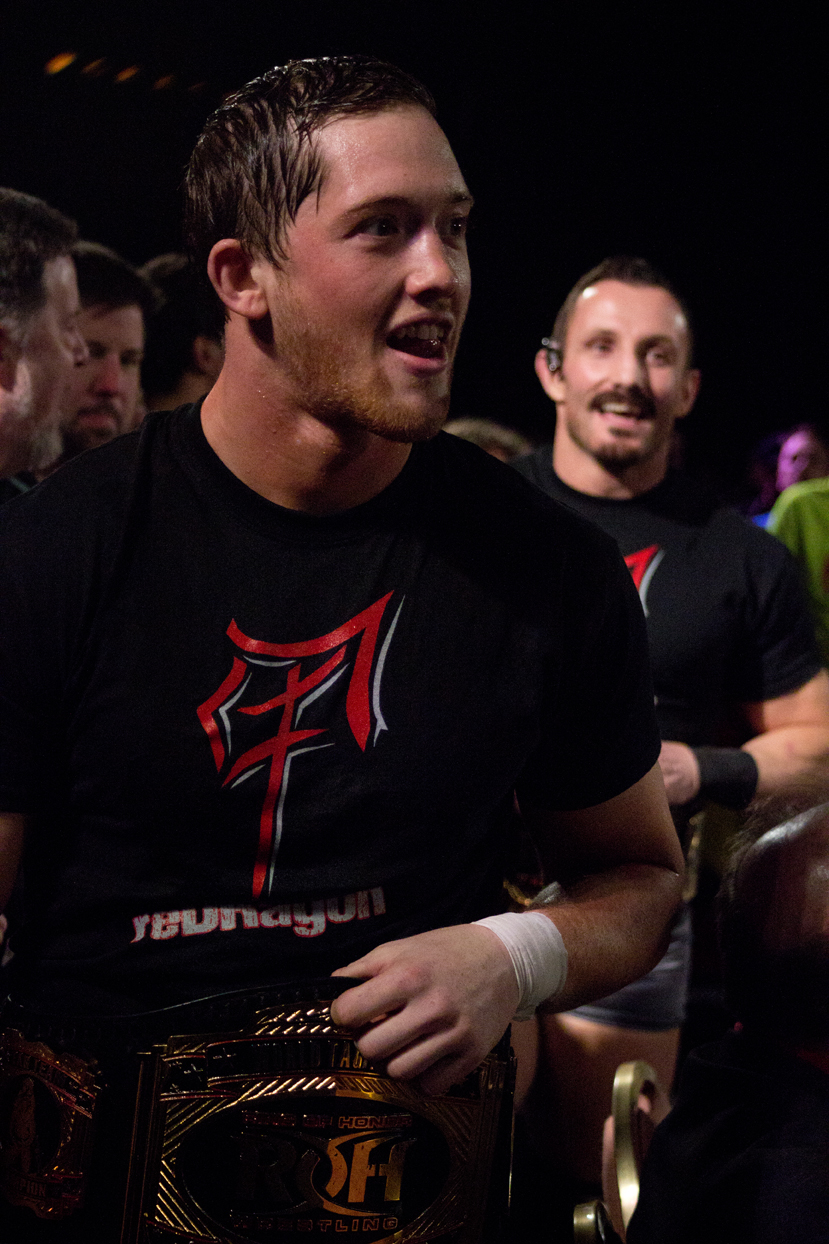
Kyle O'Reilly (à frente) e Bobby Fish (atrás), que são coletivamente conhecidos como reDRagon, como campeões mundiais de duplas da ROH em abril de 2013.

O Campeonato Mundial de Duplas da ROH (original: ROH World Tag Team Championship) é um título de luta profissional com direitos pertencentes à Ring of Honor (ROH), sendo disputado na divisão de duplas da empresa. O título foi criado em 21 de setembro de 2002 durante o evento Unscripted. Neste dia, o campeonato foi representado por um troféu, que foi destruído por American Dragon e Michael Modest depois de terem sido derrotados por The Prophecy (Christopher Daniels e Donovan Morgan), que acabariam por se tornar os campeões inaugurais. Daniels e Morgan receberam cinturões físicos mais tarde, em 2002. Originalmente chamado de Campeonato de Duplas da ROH, o título foi renomeado para Campeonato Mundial de Duplas da ROH em julho de 2006 após o título ser defendido no Japão pela primeira vez no início daquele mês, quando os até então campeões Austin Aries e Roderick Strong derrotaram Naruki Doi e Masato Yoshino para reterem os títulos.
Os reinados do Campeonato Mundial de Duplas da ROH são determinados com a realização de combates de luta profissional, onde os competidores estão envolvidos em rivalidades com roteiros pré-determinados. As rivalidades são criadas entre os vários competidores, onde utilizam o papel de face (herói) e o de heel (vilão). Os campeões inaugurais foram The Prophecy (Daniels e Morgan), a quem a ROH reconheceu ter se tornado campeões depois de derrotarem American Dragon e Michael Modest em 21 de setembro de 2002, no evento Unscripted na final de um torneio realizado naquela noite. Em 14 de março de 2025, os Briscoe Brothers (Jay e Mark Briscoe) possuem o recorde de maior número de reinados, com oito. A ROH também publica uma lista de defesas para cada campeão em seu site oficial, ao contrário da maioria das outras promoções de wrestling profissional. Segundo esta lista, o quarto reinado dos Briscoe Brothers e o reinado de Austin Aries e Roderick Strong são os que mais tiveram defesas durante sua extensão, com dezoito. O segundo, o terceiro e o sexto reinado de Jay e Mark Briscoe, juntamente com o primeiro reinado de Dan Maff e B.J. Whitmer, e os reinados de Second City Saints (CM Punk e Colt Cabana), The Backseat Boyz (Trent Acid e Johnny Kashmere) e Forever Hooligans (Alex Koslov e Rocky Romero) são aqueles que possuem menos defesas bem-sucedidas, com zero. Com 363 dias, o segundo reinado de Kings of Wrestling (Chris Hero e Claudio Castagnoli) é considerado o maior da história do título. Os atuais campeões são os The Lucha Brothers (Penta El Zero Miedo e Rey Fénix)  e estão em seu primeiro reinado. Eles derrotatam Aussie Open (Kyle Fletcher e Mark Davis), La Facción Ingobernable (Dralístico e Rush), The Kingdom (Matt Taven e Mike Bennett) e Top Flight (Dante Martin e Darius Martin) em uma luta de escadas "Reach for the Sky", para vencerem os títulos vagos no Supercard of Honor em 31 de março de 2023 em Los Angeles, Califórnia.

## História do título

### Nomes
| Nome                            | Período                          | Ref   |
| ------------------------------- | -------------------------------- | ----- |
| ROH Tag Team Championship       | setembro de 2002 – julho de 2006 | [ 2 ] |
| ROH World Tag Team Championship | julho de 2006 – presente         | [ 2 ] |

### Reinados
| Nº          | Ordem de reinados na história                    |
| Reinado     | O número de reinados de cada lutador             |
| Localização | A cidade em que o título foi conquistado.        |
| Evento      | O evento em que o título foi conquistado.        |
| —           | Usados para o tempo em que o título estava vago. |
| +           | Indica o reinado atual.                          |

| Nº | Campeões                                                        | Mudança de campeões     | Mudança de campeões                         | Mudança de campeões          | Estatísticas do reinado | Estatísticas do reinado | Notas | Ref.          |
| Nº | Campeões                                                        | Data                    | Evento                                      | Local                        | Reinado                 | Dias                    | Notas | Ref.          |
| -- | --------------------------------------------------------------- | ----------------------- | ------------------------------------------- | ---------------------------- | ----------------------- | ----------------------- | --- | ------------- |
| 1  | The Prophecy (Christopher Daniels e Donovan Morgan)             | 21 de setembro de 2002  | Unscripted                                  | Filadélfia, Pensilvânia      | 1                       | 175                     | Derrotaram Bryan Danielson e Michael Modest na final de um torneio para se tornarem os primeiros campeões. | [ 5 ]         |
| 2  | A.J. Styles e Amazing Red                                       | 15 de março de 2003     | Expect the Unexpected                       | Cambridge, Massachusetts     | 1                       | 175                     | Derrotaram Christopher Daniels e Xavier, que substituiu Donovan Morgan. | [ 5 ]         |
| —  | Vago                                                            | 6 de setembro de 2003   | —                                           | —                            | —                       | —                       | A.J. Styles e The Amazing Red abdicaram dos títulos devido a Red sofrer uma lesão. |               |
| 3  | The Backseat Boyz (Johnny Kashmere e Trent Acid)                | 20 de setembro de 2003  | Glory by Honor II                           | Filadélfia, Pensilvânia      | 1                       | 26                      | The Backseat Boyz venceram o título em uma luta gauntlet, que também envolveu Briscoe Brothers (Jay e Mark Briscoe), Special K (Hydro e Deranged), The Ring Crew Express (Dunn e Marcos) e Special K (Izzy e Dixie).                                                                                  | [ 5 ]         |
| 4  | Special K (Dixie e Izzy)                                        | 16 de outubro de 2003   | Tradition Continues                         | Glen Burnie, Maryland        | 1                       | 16                      | | [ 5 ]         |
| 5  | The Briscoe Brothers (Jay Briscoe e Mark Briscoe)               | 1 de novembro de 2003   | Main Event Spectacles                       | Elizabeth, Nova Jersey       | 1                       | 175                     | | [ 5 ]         |
| 6  | Second City Saints (CM Punk e Colt Cabana)                      | 24 de abril de 2004     | Reborn: Stage Two                           | Chicago Ridge, Illinois      | 1                       | 21                      | | [ 5 ]         |
| 7  | The Prophecy (B. J. Whitmer e Dan Maff)                         | 15 de maio de 2004      | Round Robin Challenge III                   | Lexington, Massachusetts     | 1                       | <1                      | | [ 5 ]         |
| 8  | The Briscoe Brothers (Jay Briscoe e Mark Briscoe)               | 15 de maio de 2004      | Round Robin Challenge III                   | Lexington, Massachusetts     | 2                       | <1                      | | [ 5 ]         |
| 9  | Second City Saints (CM Punk e Colt Cabana)                      | 15 de maio de 2004      | Round Robin Challenge III                   | Lexington, Massachusetts     | 2                       | 84                      | | [ 5 ]         |
| 10 | The Rottweilers (Ricky Reyes e Rocky Romero)                    | 7 de agosto de 2004     | Testing the Limit                           | Filadélfia, Pensilvânia      | 1                       | 196                     | | [ 5 ]         |
| 11 | B. J. Whitmer e Dan Maff                                        | 19 de fevereiro de 2005 | Third Anniversary Celebration: Part 1       | Elizabeth, Nova Jersey       | 2                       | 37                      | | [ 5 ]         |
| —  | Vago                                                            | 28 de março de 2005     | —                                           | —                            | —                       | —                       | O título foi desocupado quando Maff deixou a ROH. A empresa retratou a saída de Maff dizendo que ele foi forçado a se aposentar devido a um acidente de automóvel, que nunca ocorreu. | [ 5 ]         |
| 12 | B. J. Whitmer (3) e Jimmy Jacobs                                | 2 de abril de 2005      | Best of American Super Juniors Tournament   | Asbury Park, Nova Jersey     | 1                       | 98                      | Whitmer e Jacobs derrotaram Jay Lethal e Samoa Joe para vencerem o título vago. | [ 5 ]         |
| 13 | Carnage Crew (H. C. Loc e Tony DeVito)                          | 9 de julho de 2005      | Escape from New York                        | Nova Iorque, Nova Iorque     | 1                       | 14                      | | [ 5 ]         |
| 14 | B. J. Whitmer (4) e Jimmy Jacobs                                | 23 de julho de 2005     | The Homecoming                              | Filadélfia, Pensilvânia      | 2                       | 70                      | | [ 5 ]         |
| 15 | Sal Rinauro e Tony Mamaluke                                     | 1 de outubro de 2005    | Joe vs. Kobashi                             | Nova Iorque, Nova Iorque     | 1                       | 77                      | | [ 5 ]         |
| 16 | Austin Aries e Roderick Strong                                  | 17 de dezembro de 2005  | Final Battle                                | Edison, Nova Jersey          | 1                       | 273                     | O título foi renomeado para ROH World Tag Team Championship em 9 de julho de 2006 após Aries e Strong derrotarem Naruki Doi e Masato Yoshino no Japão. | [ 5 ]         |
| 17 | Kings of Wrestling (Chris Hero e Claudio Castagnoli)            | 16 de setembro de 2006  | Glory by Honor V: Night 2                   | Nova Iorque, Nova Iorque     | 1                       | 70                      | | [ 5 ]         |
| 18 | Christopher Daniels (2) e Matt Sydal                            | 25 de novembro de 2006  | Dethroned                                   | Edison, Nova Jersey          | 1                       | 91                      | | [ 5 ]         |
| 19 | The Briscoe Brothers (Jay Briscoe e Mark Briscoe)               | 24 de fevereiro de 2007 | Fifth Year Festival: Chicago                | Chicago, Illinois            | 3                       | 7                       | | [ 5 ]         |
| 20 | Naruki Doi e Shingo                                             | 3 de março de 2007      | Fifth Year Festival: Liverpool              | Liverpool, Inglaterra        | 1                       | 27                      | | [ 5 ]         |
| 21 | The Briscoe Brothers (Jay Briscoe e Mark Briscoe)               | 30 de março de 2007     | All-Star Extravaganza III                   | Detroit, Michigan            | 4                       | 275                     | | [ 5 ]         |
| 22 | The Age of the Fall (Jimmy Jacobs (3) e Tyler Black)            | 30 de dezembro de 2007  | Final Battle                                | Nova Iorque, Nova Iorque     | 1                       | 27                      | | [ 5 ]         |
| 23 | No Remorse Corps (Davey Richards e Rocky Romero (2))            | 26 de janeiro de 2008   | Without Remorse                             | Chicago Ridge, Illinois      | 1                       | 77                      | |               |
| 24 | The Briscoe Brothers (Jay Briscoe e Mark Briscoe)               | 12 de abril de 2008     | Injustice                                   | Edison, Nova Jersey          | 5                       | 29                      | Austin Aries foi o substituto de Mark Briscoe, que tinha sofrido uma lesão legítima durante a primeira e única defesa do título. |               |
| —  | Vago                                                            | 11 de maio de 2008      | A New Level                                 | —                            | —                       | —                       | O título foi deixado vago por Jay e Mark Briscoe, devido a lesão de Mark. |               |
| 25 | The Age of the Fall (Jimmy Jacobs (4) e Tyler Black)            | 6 de junho de 2008      | Up for Grabs                                | Hartford, Connecticut        | 2                       | 105                     | Jacobs e Black derrotaram Kevin Steen e El Generico na final de um torneio de uma noite para vencerem os títulos vagos. |               |
| 26 | El Generico e Kevin Steen                                       | 19 de setembro de 2008  | Driven                                      | Boston, Massachusetts        | 1                       | 203                     | |               |
| 27 | The American Wolves (Davey Richards (2) e Eddie Edwards)        | 10 de abril de 2009     | Ring of Honor Wrestling                     | Filadélfia, Pensilvânia      | 1                       | 253                     | Venceram os títulos em uma luta onde o uso de mesas foi legal. Exibido em 30 de maio de 2009 | [ 6 ]         |
| 28 | The Briscoe Brothers (Jay Briscoe e Mark Briscoe)               | 19 de dezembro de 2009  | Final Battle                                | Manhattan, Nova Iorque       | 6                       | 105                     | | [ 7 ]         |
| 29 | Kings of Wrestling (Chris Hero e Claudio Castagnoli)            | 3 de abril de 2010      | The Big Bang!                               | Charlotte, Carolina do Norte | 2                       | 363                     | | [ 8 ]         |
| 30 | Wrestling's Greatest Tag Team (Charlie Haas e Shelton Benjamin) | 1 de abril de 2011      | Honor Takes Center Stage: Chapter 1         | Atlanta, Geórgia             | 1                       | 266                     | | [ 9 ]         |
| 31 | The Briscoe Brothers (Jay Briscoe e Mark Briscoe)               | 23 de dezembro de 2011  | Final Battle                                | Manhattan, Nova Iorque       | 7                       | 141                     | | [ 10 ]        |
| 32 | Wrestling's Greatest Tag Team (Charlie Haas e Shelton Benjamin) | 12 de maio de 2012      | Border Wars                                 | Toronto, Ontário, Canadá     | 2                       | 43                      | | [ 11 ] [ 12 ] |
| 33 | The All Night Express (Kenny King e Rhett Titus)                | 24 de junho de 2012     | Best in the World 2012: Hostage Crisis      | Nova Iorque, Nova Iorque     | 1                       | 16                      | | [ 13 ]        |
| —  | Vago                                                            | 10 de julho de 2012     | —                                           | —                            | —                       | —                       | O título foi oficialmente declarado vago após a ROH cortar seus laços com Kenny King devido a uma disputa contratual. | [ 14 ]        |
| 34 | S.C.U.M. (Jimmy Jacobs (5) e Steve Corino)                      | 15 de setembro de 2012  | Death Before Dishonor X: State of Emergency | Chicago Ridge, Illinois      | 1                       | 92                      | Derrotaram Charlie Haas e Rhett Titus na final de um torneio para vencerem o título vago. | [ 15 ]        |
| 35 | The Briscoe Brothers (Jay Briscoe e Mark Briscoe)               | 16 de dezembro de 2012  | Final Battle 2012: Doomsday                 | Nova Iorque, Nova Iorque     | 8                       | 76                      | Foi uma luta de três duplas, que também envolveu Caprice Coleman e Cedric Alexander. | [ 16 ]        |
| 36 | reDRagon (Bobby Fish e Kyle O'Reilly)                           | 2 de março de 2013      | ROH 11th Anniversary Show                   | Chicago Ridge, Illinois      | 1                       | 147                     | | [ 17 ]        |
| 37 | Forever Hooligans (Alex Koslov e Rocky Romero (3))              | 27 de julho de 2013     | Ring of Honor Wrestling                     | Providence, Rhode Island     | 1                       | 7                       | Exibido em 3 de agosto de 2013. | [ 18 ]        |
| 38 | The American Wolves (Davey Richards (3) e Eddie Edwards)        | 3 de agosto de 2013     | All-Star Extravaganza V                     | Toronto, Ontário, Canadá     | 2                       | 14                      | | [ 19 ]        |
| 39 | reDRagon (Bobby Fish e Kyle O'Reilly)                           | 17 de agosto de 2013    | Manhattan Mayhem V                          | Nova Iorque, Nova Iorque     | 2                       | 203                     | | [ 20 ]        |
| 40 | The Young Bucks (Matt Jackson e Nick Jackson)                   | 8 de março de 2014      | Raising the Bar: Night 2                    | Chicago Ridge, Illinois      | 1                       | 70                      | | [ 21 ]        |
| 41 | reDRagon (Bobby Fish e Kyle O'Reilly)                           | 17 de maio de 2014      | War of the Worlds                           | Nova Iorque, Nova Iorque     | 3                       | 322                     | | [ 22 ]        |
| 42 | The Addiction (Christopher Daniels (3) e Frankie Kazarian)      | 4 de abril de 2015      | Ring of Honor Wrestling                     | San Antonio, Texas           | 1                       | 167                     | Exibido em 25 de abril de 2015. | [ 23 ]        |
| 43 | The Kingdom (Matt Taven e Mike Bennett)                         | 18 de setembro de 2015  | All Star Extravaganza VII                   | San Antonio, Texas           | 1                       | 91                      | Foi uma luta three-way que também envolveu The Young Bucks. | [ 24 ]        |
| 44 | War Machine (Hanson e Raymond Rowe)                             | 18 de dezembro de 2015  | Final Battle                                | Filadélfia, Pensilvânia      | 1                       | 143                     | | [ 25 ]        |
| 45 | The Addiction (Christopher Daniels (4) e Frankie Kazarian)      | 9 de maio de 2016       | War of the Worlds                           | Dearborn, Michigan           | 2                       | 144                     | | [ 26 ]        |
| 46 | The Young Bucks (Matt Jackson e Nick Jackson)                   | 30 de setembro de 2016  | All Star Extravaganza VIII                  | Lowell, Massachusetts        | 2                       | 155                     | Foi uma Ladder War também envolvendo os The Motor City Machine Guns. | [ 27 ]        |
| 47 | The Broken Hardys (Brother Nero e Matt Hardy)                   | 4 de março de 2017      | Manhattan Mayhem VI                         | Nova Iorque, Nova Iorque     | 1                       | 28                      | | [ 28 ]        |
| 48 | The Young Bucks (Matt Jackson e Nick Jackson)                   | 1 de abril de 2017      | Supercard of Honor XI                       | Lakeland, Flórida            | 3                       | 174                     | Foi uma luta de escadas. | [ 29 ]        |
| 49 | The Motor City Machine Guns (Alex Shelley e Chris Sabin)        | 22 de setembro de 2017  | Death Before Dishonor XV                    | Sunrise Manor, Nevada        | 1                       | 168                     | | [ 30 ]        |
| 50 | The Briscoe Brothers (Jay Briscoe e Mark Briscoe)               | 9 de março de 2018      | ROH 16th Anniversary Show                   | Sunrise Manor, Nevada        | 9                       | 219                     | | [ 31 ]        |
| 51 | SoCal Uncensored (Frankie Kazarian (3) e Scorpio Sky)           | 14 de outubro de 2018   | Glory By Honor XVI: Philadelphia            | Filadélfia, Pensilvânia      | 1                       | 61                      | Esta foi uma three-way, envolvendo também The Young Bucks. Exibido em 16 de novembro de 2018. | [ 32 ]        |
| 52 | The Briscoe Brothers (Jay Briscoe e Mark Briscoe)               | 14 de dezembro de 2018  | Final Battle                                | Nova Iorque, Nova Iorque     | 10                      | 91                      | Esta foi a Ladder War IX , envolvendo também The Young Bucks. | [ 33 ]        |
| 53 | Villain Enterprises (Brody King e PCO)                          | 15 de março de 2019     | ROH 17th Anniversary Show                   | Sunrise Manor, Nevada        | 1                       | 22                      | Esta foi uma Las Vegas Street Fight. | [ 34 ]        |
| 54 | Guerrillas of Destiny (Tama Tonga e Tanga Loa)                  | 6 de abril de 2019      | G1 Supercard                                | Nova Iorque, Nova Iorque     | 1                       | 105                     | Esta foi uma luta Winner Takes All four-way, que também envolveram The Briscoe Brothers e Los Ingobernables de Japón (Evil and Sanada). O IWGP Tag Team Championship dos The Guerrillas também estava em jogo.                                                                                        | [ 35 ]        |
| 55 | The Briscoe Brothers (Jay Briscoe e Mark Briscoe)               | 20 de julho de 2019     | Manhattan Mayhem                            | Nova Iorque, Nova Iorque     | 11                      | 146                     | Esta foi uma New York City Street Fight. | [ 36 ]        |
| 56 | The Foundation (Jay Lethal e Jonathan Gresham)                  | 13 de dezembro de 2019  | Final Battle                                | Baltimore, Maryland          | 1                       | N/A                     | A data exata em que a Foundation perdeu os títulos é incerta. | [ 37 ]        |
| 57 | La Facción Ingobernable (Dragon Lee e Kenny King (2))           | N/A                     | Ring of Honor Wrestling                     | Baltimore, Maryland          | 1                       | N/A                     | Esta foi uma luta Pure Rules, que foi ao ar em 27 de fevereiro de 2021. A data em que a luta aconteceu é desconhecida, já que a ROH realiza gravações de arena vazia no UMBC Event Center desde agosto de 2020, após retomar as operações após um hiato de cinco meses devido à pandemia de COVID-19. | [ 38 ]        |
| 58 | The Foundation (Rhett Titus (2) e Tracy Williams)               | 26 de março de 2021     | ROH 19th Anniversary Show                   | Baltimore, Maryland          | 1                       | 107                     | Derrotaram La Bestia del Ring e Kenny King, enquanto Bestia estava substituindo Dragon Lee. | [ 39 ]        |
| 59 | Violence Unlimited (Chris Dickinson e Homicide)                 | 11 de julho de 2021     | Best in the World                           | Baltimore, Maryland          | 1                       | 61                      | Derrotou Jonathan Gresham e Rhett Titus, enquanto Gresham estava substituindo Tracy Williams, em uma luta Fight Without Honor. A data exata em que Dickinson e Homicide perderam os títulos é incerta.                                                                                                | [ 40 ]        |
| 60 | La Facción Ingobernable (Dragon Lee e Kenny King (3))           | N/A                     | Ring of Honor Wrestling                     | Baltimore, Maryland          | 2                       | N/A                     | A data exata em que a luta aconteceu é desconhecida. Exibido em 11 de setembro de 2021. | [ 41 ]        |
| 61 | The OGK (Matt Taven e Mike Bennett)                             | 14 de novembro de 2021  | Honor for All                               | Baltimore, Maryland          | 2                       | 27                      | O OGK era anteriormente conhecido como The Kingdom. | [ 42 ]        |
| 62 | The Briscoe Brothers (Jay Briscoe e Mark Briscoe)               | 11 de dezembro de 2021  | Final Battle                                | Baltimore, Maryland          | 12                      | 111                     | Durante este reinado, Tony Khan comprou o Ring of Honor. | [ 43 ]        |
| 63 | FTR (Cash Wheeler e Dax Harwood)                                | 1 de abril de 2022      | Supercard of Honor XV                       | Garland, Texas               | 1                       | 253                     | | [ 44 ]        |
| 64 | The Briscoes (Jay Briscoe e Mark Briscoe)                       | 10 de dezembro de 2022  | Final Battle                                | Arlington, Texas             | 13                      | 111                     | Esta foi uma luta Dog Collar. Em reinados anteriores, eles eram conhecidos como The Briscoe Brothers. Em 17 de janeiro de 2023, Jay Briscoe morreu devido a um acidente de carro. | [ 45 ]        |
| —  | Vago                                                            | 31 de março de 2023     | Supercard of Honor                          | Los Angeles, Califórnia      | —                       | —                       | Na edição de 10 de março de 2023 do AEW Rampage, Mark Briscoe anunciou que estaria abdicando do título devido à morte de seu irmão . O título foi oficialmente desocupado no evento Supercard of Honor.                                                                                               | [ 46 ]        |
| 65 | The Lucha Brothers (Penta El Zero Miedo e Rey Fénix)            | 31 de março de 2023     | Supercard of Honor                          | Los Angeles, Califórnia      | 1                       | 714+                    | Derrotatam Aussie Open (Kyle Fletcher e Mark Davis), La Facción Ingobernable (Dralístico e Rush), The Kingdom (Matt Taven e Mike Bennett) e Top Flight (Dante Martin e Darius Martin) em uma luta de escadas "Reach for the Sky", para vencerem os títulos vagos.                                     | [ 47 ]        |

## Lista de reinados combinados
Em 14 de março de 2025.
|   | Indica os atuais campeões                                    |
| ¤ | A duração exata de pelo menos um reinado de título é incerta |

### Por equipe
| Pos. | Campeões                                                        | Nº de reinados | Dias combinados |
| ---- | --------------------------------------------------------------- | -------------- | --------------- |
| 1    | The Briscoe Brothers/The Briscoes (Jay Briscoe e Mark Briscoe)  | 13             | 1.485           |
| 2    | reDRagon (Bobby Fish e Kyle O'Reilly)                           | 3              | 672             |
| 3    | The Foundation (Jay Lethal e Jonathan Gresham)                  | 1              | ¤441            |
| 4    | Kings of Wrestling (Chris Hero e Claudio Castagnoli)            | 2              | 433             |
| 5    | The Young Bucks (Matt Jackson e Nick Jackson)                   | 3              | 399             |
| 6    | The Addiction (Christopher Daniels e Frankie Kazarian)          | 2              | 311             |
| 7    | Wrestling's Greatest Tag Team (Charlie Haas e Shelton Benjamin) | 2              | 309             |
| 8    | Austin Aries e Roderick Strong                                  | 1              | 273             |
| 9    | The American Wolves (Davey Richards e Eddie Edwards)            | 2              | 267             |
| 10   | FTR (Cash Wheeler e Dax Harwood)                                | 1              | 253             |
| 11   | El Generico e Kevin Steen                                       | 1              | 203             |
| 12   | The Rottweilers (Ricky Reyes e Rocky Romero)                    | 1              | 196             |
| 13   | The Prophecy (Christopher Daniels e Donovan Morgan)             | 1              | 175             |
| 14   | B. J. Whitmer e Jimmy Jacobs                                    | 2              | 168             |
| 14   | The Motor City Machine Guns (Alex Shelley e Chris Sabin)        | 1              | 168             |
| 16   | A.J. Styles e The Amazing Red                                   | 1              | 158             |
| 17   | War Machine (Hanson e Raymond Rowe)                             | 1              | 143             |
| 18   | The Age of the Fall (Jimmy Jacobs e Tyler Black)                | 2              | 132             |
| 19   | The Kingdom/The OGK (Matt Taven e Mike Bennett)                 | 2              | 118             |
| 20   | The Foundation (Rhett Titus e Tracy Williams)                   | 1              | 107             |
| 21   | Second City Saints (CM Punk e Colt Cabana)                      | 2              | 105             |
| 21   | Guerrillas of Destiny (Tama Tonga e Tanga Loa)                  | 1              | 105             |
| 23   | La Facción Ingobernable (Dragon Lee e Kenny King)               | 2              | ¤93             |
| 24   | S.C.U.M. (Jimmy Jacobs e Steve Corino)                          | 1              | 92              |
| 25   | Christopher Daniels e Matt Sydal                                | 1              | 91              |
| 26   | No Remorse Corps (Davey Richards e Rocky Romero)                | 1              | 77              |
| 26   | Sal Rinauro e Tony Mamaluke                                     | 1              | 77              |
| 28   | SoCal Uncensored (Frankie Kazarian e Scorpio Sky)               | 1              | 61              |
| 28   | Violence Unlimited (Chris Dickinson e Homicide)                 | 1              | 61              |
| 30   | B. J. Whitmer e Dan Maff                                        | 2              | 37              |
| 31   | The Broken Hardys (Brother Nero e Matt Hardy)                   | 1              | 28              |
| 32   | Naruki Doi e Shingo                                             | 1              | 27              |
| 33   | The Backseat Boyz (Johnny Kashmere e Trent Acid)                | 1              | 26              |
| 34   | Villain Enterprises (Brody King e PCO)                          | 1              | 22              |
| 35   | The Lucha Brothers (Penta El Zero Miedo e Rey Fénix)            | 1              | 714+            |
| 36   | The All Night Express (Kenny King e Rhett Titus)                | 1              | 16              |
| 36   | Special K (Dixie e Izzy)                                        | 1              | 16              |
| 37   | Carnage Crew (H. C. Loc e Tony DeVito)                          | 1              | 14              |
| 39   | Forever Hooligans (Alex Koslov e Rocky Romero)                  | 1              | 7               |

### Por lutador
| Nº | Campeões            | Nº de reinados | Dias combinados |
| -- | ------------------- | -------------- | --------------- |
| 1  | Jay Briscoe         | 13             | 1.485           |
| 1  | Mark Briscoe        | 13             | 1.485           |
| 3  | Bobby Fish          | 3              | 672             |
| 3  | Kyle O'Reilly       | 3              | 672             |
| 5  | Christopher Daniels | 4              | 577             |
| 6  | Jay Lethal          | 1              | ¤441            |
| 6  | Jonathan Gresham    | 1              | ¤441            |
| 8  | Chris Hero          | 1              | 433             |
| 8  | Claudio Castagnoli  | 1              | 433             |
| 10 | Matt Jackson        | 3              | 399             |
| 10 | Nick Jackson        | 3              | 399             |
| 12 | Jimmy Jacobs        | 5              | 392             |
| 13 | Frankie Kazarian    | 3              | 372             |
| 14 | Davey Richards      | 3              | 344             |
| 15 | Charlie Haas        | 2              | 309             |
| 15 | Shelton Benjamin    | 2              | 309             |
| 17 | Rocky Romero        | 3              | 280             |
| 18 | Austin Aries        | 1              | 273             |
| 18 | Roderick Strong     | 1              | 273             |
| 20 | Eddie Edwards       | 2              | 267             |
| 21 | Cash Wheeler        | 1              | 253             |
| 21 | Dax Harwood         | 1              | 253             |
| 23 | B. J. Whitmer       | 4              | 205             |
| 24 | El Generico         | 1              | 203             |
| 24 | Kevin Steen         | 1              | 203             |
| 26 | Ricky Reyes         | 1              | 196             |
| 27 | Donovan Morgan      | 1              | 175             |
| 28 | Alex Shelley        | 1              | 168             |
| 28 | Chris Sabin         | 1              | 168             |
| 30 | A.J. Styles         | 1              | 158             |
| 30 | Amazing Red         | 1              | 158             |
| 32 | Hanson              | 1              | 143             |
| 32 | Raymond Rowe        | 1              | 143             |
| 34 | Tyler Black         | 2              | 132             |
| 35 | Rhett Titus         | 2              | 123             |
| 36 | Matt Taven          | 2              | 118             |
| 36 | Mike Bennett        | 2              | 118             |
| 38 | Kenny King          | 3              | ¤109            |
| 39 | Tracy Williams      | 1              | 107             |
| 40 | CM Punk             | 2              | 105             |
| 40 | Colt Cabana         | 2              | 105             |
| 40 | Tama Tonga          | 1              | 105             |
| 40 | Tanga Loa           | 1              | 105             |
| 44 | Dragon Lee          | 2              | ¤93             |
| 45 | Steve Corino        | 1              | 92              |
| 46 | Matt Sydal          | 1              | 91              |
| 47 | Sal Rinauro         | 1              | 77              |
| 47 | Tony Mamaluke       | 1              | 77              |
| 49 | Chris Dickinson     | 1              | 61              |
| 49 | Homicide            | 1              | 61              |
| 49 | Scorpio Sky         | 1              | 61              |
| 52 | Dan Maff            | 2              | 37              |
| 53 | Brother Nero        | 1              | 28              |
| 53 | Matt Hardy          | 1              | 28              |
| 55 | Naruki Doi          | 1              | 27              |
| 55 | Shingo              | 1              | 27              |
| 57 | Johnny Kashmere     | 1              | 26              |
| 57 | Trent Acid          | 1              | 26              |
| 59 | Brody King          | 1              | 22              |
| 59 | PCO                 | 1              | 22              |
| 61 | Penta El Zero Miedo | 1              | 714+            |
| 61 | Rey Fénix           | 1              | 714+            |
| 63 | Dixie               | 1              | 16              |
| 63 | Izzy                | 1              | 16              |
| 65 | H. C. Loc           | 1              | 14              |
| 65 | Tony DeVito         | 1              | 14              |
| 67 | Alex Koslov         | 1              | 7               |